# Sau Lan Wu
Pour les articles homonymes, voir Wu.
Sau Lan Wu est une physicienne des particules sino-américaine. Elle est professeure émérite de physique à l'université du Wisconsin à Madison. Elle a fait d'importantes contributions à la découverte du méson J/Ψ, qui a fourni la preuve expérimentale de l'existence du quark charm et du gluon, le boson vecteur de la force forte dans le modèle standard de la physique. L'équipe avec laquelle elle a travaillé à l'Organisation européenne pour la recherche nucléaire (CERN) dans le Grand collisionneur de hadrons (LHC) a fait partie de l'effort international pour la découverte d'un boson compatible avec le boson de Higgs.

## Enfance et formation
Wu est née à Hong Kong en 1940, et est allée au Vassar College grâce à une bourse. Elle rêvait de devenir peintre, mais elle a été inspirée par Marie Curie. Durant ses années à Vassar, elle a passé un été au Laboratoire national de Brookhaven, où la physique des particules l'a captivée. Au cours de sa première année, elle et d'autres étudiants du collège Vassar ont été invités à la Maison-Blanche pour Pâques et a rencontré Jacqueline Kennedy, également une étudiante du Vassar collège. Elle a fait l'expérience de la discrimination raciale pour la première fois lors de la visite de la Cour suprême lorsqu'elle dut choisir entre « noir » ou « blanc » sur la porte des toilettes.

## Formation universitaire
En 1963, Wu est diplômée de Vassar College avec un B. A. en physique. Après avoir obtenu un M. A. en 1964 et un doctorat en 1970 en physique de l'université Harvard, elle a mené des recherches au MIT, au DESY et à l'université du Wisconsin à Madison, où elle est professeure de physique. Depuis 1986, Wu a été chercheuse invitée à diriger des recherches au CERN avec le LHC dans le cadre de l'équipe ATLAS.

## Recherches
Wu a fait partie de l'équipe dirigée par Samuel C. C. Ting au MIT, qui a découvert le méson J/Ψ en 1974. En 1976, Ting a reçu le prix Nobel de physique en collaboration avec Burton Richter pour ces travaux.
Wu contribué à la découverte du gluon. En 1995, elle a reçu le prix en hautes énergie et physique des particules de la société européenne de physique.
Wu est membre de l'équipe qui travaille sur le détecteur de particules ATLAS, l'un des principaux détecteurs du CERN (l'autre est le CMS). Son équipe se spécialise dans l'étude des simulations de collisions de particules qui imitent les données qui seront produites par le LHC basée sur les théories actuelles. Le 4 juillet 2012, le CERN a annoncé la découverte d'un boson compatible avec les caractéristiques prédites du boson de Higgs. Si elle est confirmée, cette découverte permettra de compléter le modèle standard de la physique des particules, qui explique l'univers observable.

## Récompenses et honneurs
- 1981 : Romnes Faculty Award de l'université du Wisconsin, Madison
- 1992 : membre de la Société américaine de physique
- 1995 : prix de haute Énergie et de Physique des Particules de la Société européenne de physique, avec Paul Söding, Björn Wiik, et Günter Loup
- 1996 : membre de l'Académie américaine des arts et des sciences
- 1998 : poste de professeur Vitas, université du Wisconsin, Madison 1998[3]

## Vie personnelle
Wu vit à Genève et fait de la recherche au CERN. Elle est mariée au professeur Tai Tsun Wu de l'université Harvard.